# Шайтаново
Шайтаново — деревня в Алнашском районе Удмуртии, входит в Азаматовское сельское поселение. Находится в 8 км к востоку от села Алнаши и в 80 км к юго-западу от Ижевска.
Население на 1 января 2008 года — 227 человек.

## История
По итогам десятой ревизии 1859 года в 21 дворе казённой деревни Шайтаново Елабужского уезда Вятской губернии проживали 67 жителей мужского пола и 70 женского. На 1914 год жители деревни числились прихожанами Свято-Троицкой церкви села Алнаши.
В 1921 году, в связи с образованием Вотской автономной области, деревня передана в состав Можгинского уезда. В 1924 году при укрупнении сельсоветов Шайтаново вошло в состав Азаматовского сельсовета Алнашской волости. В 1929 году упраздняется уездно-волостное административное деление и деревня причислена к Алнашскому району, в том же году в СССР начинается сплошная коллективизация.
- Александров Игнатий Александрович (1909 г.р.) — член семьи кулака.
- Александрова Бисулла Алексеевна (1902 г.р.) — член семьи кулака.
- Васильев Константин Васильевич (1853 г.р.) — кулак.
- Васильева Абида — член семьи кулака.
- Игнатьева Антонида Игнатьевна (1930 г.р.) — член семьи кулака.
- Иванов Сидор Иванович (1860 г.р.) — кулак.
- Николаев Степан Николаевич (1867 г.р.) — арестован 2 ноября 1937 года. Приговор: 10 лет.
- Сидоров Николай Сидорович (1899 г.р.) — член семьи кулака.
- Сидорова Ольга Михайловна — член семьи кулака.

В 1931 году в деревне организована сельскохозяйственная артель (колхоз) «Выль Гурт» (Новая деревня). Согласно уставу: «…В члены артели могли вступить все трудящиеся, достигшие 16-летнего возраста (за исключением кулаков и граждан, лишенных избирательных прав)…». В 1933 году в колхозе состояло 31 хозяйство с общим количеством населения 162 человека, у колхоза находилось 239,69 гектаров земли.
В 1950 году проводится укрупнение сельхозартелей, образован колхоз «Решительный», в состав которого отошла деревня.
16 ноября 2004 года Азаматовский сельсовет был преобразован в муниципальное образование «Азаматовское» и наделён статусом сельского поселения.

## Социальная инфраструктура
- Шайтановская начальная школа — 5 учеников в 2008 году[10]